# كأس خادم الحرمين الشريفين 2023–24
كأس خادم الحرمين الشريفين 2023–24 هو النسخة التاسعة والأربعون من مسابقة كأس خادم الحرمين الشريفين منذ انطلاقتها عام 1957، التي ينظمها الاتحاد السعودي لكرة القدم بعودة مشاركة 32 فريقاً حسبما أقر الاتحاد السعودي لكرة القدم مشاركة أندية دوري روشن السعودي، وأندية دوري يلو للمحترفين بالاضافة لبطل دوري الدرجة الثانية، في هذه النسخة من مسابقة كأس خادم الحرمين الشريفين 2023–24، على عكس آخر ثلاثة مواسم التي اقتصرت فيها المشاركة على 16 فريقاً المشاركة في دوري المحترفين بسبب عدم وجود الوقت الكافي بسبب ضغط رزنامة الموسم الرياضي، تُلعب مباريات المسـابقة علـى خمسـة مراحل، وهي دور 32 ودور ثمن النهائي
ودور ربع النهائي ودور نصف النهائي والمباراة النهائية، تلعب المسابقة بنظام خروج المغلوب من مباراة واحدة في جميع الأدوار الإقصائية بدء من دور 32 وحتى المباراة النهائية، تم تقسيم الفرق المشاركة في هذه البطولة إلى مستويين، المستوى الأول يضم أندية دوري روشن من (حامل اللقب حتى المركز الرابعة عشر في الموسم الماضي) مع بطل ووصيف دوري يلو (الأهلي والحزم) ليصبح عددهم 16 فريقاً ويضم المستوى الثاني أندية دوري يلو للمحترفين من (المركز الثالث وحتى المركز الخامس عشر في الموسم الماضي)، مع الفرق الهابطة من دوري روشن في الموسم الماضي (العدالة والباطن) وبطل دوري الدرجة الثانية (النجمة) ليصبح عددهم 16 فريقاً، في 14 يوليو 2023 أعلن الاتحاد السعودي لكرة القدم إجراء قرعة كأس خادم الحرمين الشريفين للموسم الرياضي 2023-2024، في العاصمة الرياض مساء يوم الأربعاء 19 يوليو 2023 في الساعة 7:30 مساءاً، وتُقام البطولة بنظام خروج المغلوب من مباراة واحدة بمشاركة 32 فريقًا تم تقسيمهم إلى مستويين، حيث يضُم المستوى الأول أندية دوري روشن للمحترفين في الموسم الماضي وصاحبي المركز الأول والثاني من دوري يلو للمحترفين في الموسم الماضي لتكون أندية المستوى الأول على النحو التالي هي الاتحاد، النصر، الهلال، الشباب، التعاون، الفتح، الاتفاق، ضمك، الطائي، الرائد، الفيحاء، أبها، الوحدة، الخليج، الأهلي والحزم. فيما يضُم المستوى الثاني بقية أندية دوري يلو للمحترفين في الموسم الماضي والأندية الهابطة من دوري روشن للمحترفين وبطل دوري الدرجة الثانية وهم الأخدود، الرياض، العدالة، الباطن، الفيصلي، العربي، الخلود، هجر، أحد، الجبلين، القادسية، العروبة، القيصومة، العين، جدة والنجمة.
تم اعلان الهوية الجديدة لكأس خادم الحرمين الشريفين 2024 يأتي تدشين النسخة الجديدة من الكأس نظراً لاحتفاظ نادي الهلال بالنسخة السابقة بعد فوزه باللقب الموسم الماضي. وهي المرة الرابعة التي يتوج فيها ندي الهلال بطل للنسخة ذاتها (2015، 2017، 2020، 2023)، حيث تنص الفقرة 4 من المادة 27 من اللائحة التنظيمية لمسابقة كأس خادم الحرمين الشريفين، على أحقية النادي امتلاك النسخة حال فوزه بالكأس ثلاث مرات متتالية أو أربع مرات متفرقة. وكانت النسخة السابقة من الكأس تم تدشينها عام 2011، حيث شهدت هذه الكأس تنافساً كبيراً بين الأندية منذ ذلك الحين وحتى آخر ظهور لها في الموسم الماضي 2022-2023.

### الجدول الزمني
جدول المسابقة على النحو التالي.
| تنظيم المسابقة | الدور       | نوع القرعة         | تاريخ سحب القرعة | لعبت خلال الفترة من | لعبت خلال الفترة من |
| -------------- | ----------- | ------------------ | ---------------- | ------------------- | ------------------- |
| خروج المغلوب   | دور 32      | قرعة موجهة/ مفتوحة | 19 يوليو 2023    | 24 سبتمبر 2023      | 27 سبتمبر 2023      |
| خروج المغلوب   | دور 16      | قرعة مفتوحة        | 27 سبتمبر 2023   | 30 أكتوبر 2023      | 31 أكتوبر 2023      |
| خروج المغلوب   | ربع النهائي | قرعة مفتوحة        | 02 نوفمبر 2023   | 11 ديسمبر 2023      | 12 ديسمبر 2023      |
| خروج المغلوب   | نصف النهائي | قرعة مفتوحة        | 13 مارس 2024     | 30 أبريل 2024       | 01 مايو 2024        |
| خروج المغلوب   | النهائي     | —                  | —                | 31 مايو 2024        | 31 مايو 2024        |

### الفرق المشاركة حسب توزيع الجغرافي
| م | الفرق المشاركة حسب المستوى | عدد |
| - | --- | --- |
| 1 | الاتحاد · النصر · الهلال · الشباب · التعاون · الفتح · الاتفاق · ضمك · الطائي · الرائد · الفيحاء · أبها · الوحدة · الخليج · الاهلي · الحزم    | 16  |
| 2 | الأخدود · الرياض · العدالة · الباطن · الفيصلي · العربي · الخلود · هجر · أحد · الجبلين · القادسية · العروبة · القيصومة · العين · جدة · النجمة | 16  |

تم توزيع الفرق المشاركة على مستويين ويضم كل مستوى (16) فريق حسب المراكز والنتائج في الموسم الماضي،
فيما يلي الفرق المشاركة في بطولة خادم الحرمين الشريفين .
|  | الأخدود العروبة الباطن القيصومة الطائي · الجبلين الاتفاق الخليج القادسية الرائد · التعاون النجمة و العربي الفيحاء · الفيصلي الهلال · النصر · الشباب الرياض أحد العين أبها ضمك الوحدة الاتحاد · نادي جدة الفتح · العدالة · هجر الحزم · الخلود الأهلي مواقع مدن فرق المشاركة في بطولة كأس خادم الحرمين الشريفين |

## نظام القرعة الجديد
أعلن رئيس لجنة المسابقات في الاتحاد السعودي الاستاذ نعيم البكر أنه تم اتخاذ قرار استحداث نظام القرعة بعد كل دور من بعد نهاية الدور الذي يسبقُه من بطولة كأس خادم الحرمين الشريفين وهذه التجربة مطبقة في بطولة كأس الاتحاد الانجليزي، وافاد أن هدف وجود قرعة قبل كل دور عدم تحديد مسار كل فريق من البداية، وزيادة الإثارة في البطولة بعدم معرفة من سيقابل كل فريق في الأدوار المقبلة. وبذلك ينظّم الاتحاد السعودي مراسم قرعة الكأس 3 مرّاتٍ أخرى قبل المباراة النهائية، وخصّص الاتحاد السعودي لكرة القدم المستوى الأول للفرق المستمرة في دوري “روشن”، وعددها 14، وأضاف إليها اثنين من الأربعة الصاعدين من دوري “يلو” لأندية الدرجة الأولى، هما الأهلي، بطل “يلو”، ونادي الحزم وصيف الدوري. فيما ضم المستوى الثاني بين أربع فئات من الفرق، عبر إضافة الهابطَين من "روشن"، العدالة والباطن، إلى الصاعدَين الآخرَين من "يلو"، الأخدود والرياض، وباقي الفرق في "دوري يلو" وعددهم 11، والنجمة، بطل دوري الدرجة الثانية.
|                                        |                                        | الفرق المشاركة في مسابقة كأس خادم الحرمين الشريفين 2023–24 | ملاحظات                                                  |
| -------------------------------------- | -------------------------------------- | --- | -------------------------------------------------------- |
| الجولة الأولى (32 فريق)                | الجولة الأولى (32 فريق)                | - تقام نسخة كأس خادم الحرمين الشريفين 2024 بمشاركة 32 فريقا، بما في ذلك فرق دوري "يلو" وبطل دوري الدرجة الثانية. | - نظام خروج مغلوب                                        |
| تنظيم القرعة (3 أوعية)                 | تنظيم القرعة (3 أوعية)                 | - تم إجراء القرعة بإستخدام أوعية، وعاء يضم فرق مستوى الأول على حد ووعاء ثاني يضم فرق المستوى الثاني، الاوعاء وهو عبارة عن إناء زجاجي متوسط الحجم وتوضع فيها كرات بداخلها أسماء الفرق التي تجري بينها القرعة. | - قرعة ما بين (موجهة/ مفتوحية)                           |
| (الوعاء الأول) يضم فرق المستوى الأول   | (الوعاء الأول) يضم فرق المستوى الأول   | - الاتحاد · النصر · الهلال · الشباب · التعاون · الفتح · الاتفاق · ضمك · الطائي · الرائد · الفيحاء · أبها · الوحدة · الخليج · الاهلي · الحزم | - الأهلي بطل دوري يلو لأندية الدرجة الأولى الموسم السابق |
| (الوعاء الثاني) يضم فرق المستوى الثاني | (الوعاء الثاني) يضم فرق المستوى الثاني | - الأخدود · الرياض · العدالة · الباطن · الفيصلي · العربي · الخلود · هجر · أحد · الجبلين · القادسية · العروبة · القيصومة · العين · جدة · النجمة | - النجمة بطل دوري الدرجة الثانية الموسم السابق           |
| (الوعاء الثالث) وعاء القرعة            | (الوعاء الثالث) وعاء القرعة            | - وعاء القرعة هو وعاء فارغ يتم فيه اسقاط كرة واحدة من وعاء المستوى "الأول" واسقاط كرة أخرى من وعاء المستوى "الثاني" ، من هذا الوعاء "الثالث" يتم الاقتراع بسحب كرة من بين الكرتين التي تم اسقاطهما فيه، تعتبر كرة السحب الأولى اعلان لأسم الفريق "المستضيف" التي تقام المباراة على أرضة، وسحب الكرة الثانية لإعلان لأسم الفريق "الضيف"، ثم يتم تكرار عملية السحب والاقتراع بذات الطريقة وتسكين باقي المباريات بالترتيب تصاعدياً حتى المباراة رقم (16) من دور الثاني والثلاثين. |                                                          |

### قرعة دور الثاني والثلاثين
شارك نعيم البكر، رئيس لجنة المسابقات في الاتحاد السعودي لكرة القدم في تقديم مراسم القرعة وشرَح نظامها للحضور من ممثلي الأندية والرياضيين ووسائل الإعلام. قبل بدء اجراءت القرعة تم وضع وعائين منفصلين لكل مستوى، احتوت أوعية كل من المستوى الأول والمستوى الثاني على كرات متماثل الشكل بيضاء اللون بعدد الفرق المشاركة، بداخل كل واحدة منها اسم الفريق المشاركة في بطولة، وبدأ القرعة بسحب كرة واحدة من كرات المستوى الأول من قبل الكابتن السابق مرزوق العتيبي لتوضع في الوعاء الثالث ومن ثم سحب كرة واحدة من كرات المستوى الثاني من قبل كابتن طلال الجبرين لتوضع في الوعاء الثالث، من بين الكراتين في الوعاء الثالث تم سحب كرة للكشف عن اسم الفريق المستضيف والكرة الثانية للكشف عن اسم الفريق الضيف من قبل الكابتن السابق أحمد جميل، آلية القرعة بين المفتوحة والموجهة اذ تحدد مواجهة مباشرة بين فريق مستوى الأول مقابل فريق من المستوى الثاني في دور الثاني والثلاثين.
|  |  |  |  |  |  |  |  |  |  |  |  | وعاء (1) فرق المستوى الأول (16 فريق) | وعاء (1) فرق المستوى الأول (16 فريق) | وعاء (1) فرق المستوى الأول (16 فريق) | وعاء (1) فرق المستوى الأول (16 فريق) | وعاء (1) فرق المستوى الأول (16 فريق) | وعاء (1) فرق المستوى الأول (16 فريق) |                                |                                |                                                              |                                |  |  |                               |                               |                               |                               | وعاء (2) فرق المستوى الثاني (16 فريق) | وعاء (2) فرق المستوى الثاني (16 فريق) | وعاء (2) فرق المستوى الثاني (16 فريق) | وعاء (2) فرق المستوى الثاني (16 فريق) | وعاء (2) فرق المستوى الثاني (16 فريق) | وعاء (2) فرق المستوى الثاني (16 فريق) |  |  |  |  |  |  |  |  |  |  |  |  |  |  |
|  |  |  |  |  |  |  |  |  |  |  |  | وعاء (1) فرق المستوى الأول (16 فريق) | وعاء (1) فرق المستوى الأول (16 فريق) | وعاء (1) فرق المستوى الأول (16 فريق) | وعاء (1) فرق المستوى الأول (16 فريق) | وعاء (1) فرق المستوى الأول (16 فريق) | وعاء (1) فرق المستوى الأول (16 فريق) |                                |                                |                                                              |                                |  |  |                               |                               |                               |                               | وعاء (2) فرق المستوى الثاني (16 فريق) | وعاء (2) فرق المستوى الثاني (16 فريق) | وعاء (2) فرق المستوى الثاني (16 فريق) | وعاء (2) فرق المستوى الثاني (16 فريق) | وعاء (2) فرق المستوى الثاني (16 فريق) | وعاء (2) فرق المستوى الثاني (16 فريق) |  |  |  |  |  |  |  |  |  |  |  |  |  |  |
|  |  |  |  |  |  |  |  |  |  |  |  |                                      |                                      |                                      |                                      |                                      |                                      |                                |                                | وعاء القرعة (3) في كل قرعة يتم اسقاط كرة واحد فقط من كل وعاء |                                |  |  |                               |                               |                               |                               |                                       |                                       |                                       |                                       |                                       |                                       |  |  |  |  |  |  |  |  |  |  |  |  |  |  |
|  |  |  |  |  |  |  |  |  |  |  |  |                                      |                                      |                                      |                                      |                                      |                                      |                                |                                |                                                              |                                |  |  |                               |                               |                               |                               |                                       |                                       |                                       |                                       |                                       |                                       |  |  |  |  |  |  |  |  |  |  |  |  |  |  |
|  |  |  |  |  |  |  |  |  |  |  |  |                                      |                                      |                                      |                                      |                                      |                                      |                                |                                |                                                              |                                |  |  |                               |                               |                               |                               |                                       |                                       |                                       |                                       |                                       |                                       |  |  |  |  |  |  |  |  |  |  |  |  |  |  |
|  |  |  |  |  |  |  |  |  |  |  |  |                                      |                                      |                                      |                                      | سحب الأول يمثل الفريق المستضيف       | سحب الأول يمثل الفريق المستضيف       | سحب الأول يمثل الفريق المستضيف | سحب الأول يمثل الفريق المستضيف | سحب الأول يمثل الفريق المستضيف                               | سحب الأول يمثل الفريق المستضيف |  |  | سحب الثانية يمثل الفريق الضيف | سحب الثانية يمثل الفريق الضيف | سحب الثانية يمثل الفريق الضيف | سحب الثانية يمثل الفريق الضيف | سحب الثانية يمثل الفريق الضيف         | سحب الثانية يمثل الفريق الضيف         |                                       |                                       |                                       |                                       |  |  |  |  |  |  |  |  |  |  |  |  |  |  |

#### نتائج قرعة دور الثاني والثلاثين
بإجراء قرعة بطولة كأس خادم الحرمين الشريفين للموسم الرياضي 2023-24 مساء يوم الأربعاء 19 يوليو 2023 بالتنظيم الجديد للقرعة من خلال تحديد مستويين للفرق المشاركة، حيث ضم المستوى الأول فرق دوري روشن سعودي للمحترفين للموسم الحالي باستثناء الأخدود والرياض اللذين حضرا في المستوى الثاني مع فرق الدرجة الأولى، حيث أسفرت قرعة دور الثاني والثلاثين لبطولة كأس خادم الحرمين عن مواجهات سهلة نسبياً للفرق المنافسة والمرشحة للقب، ستقام مباريات دور الثاني والثلاثين خلال الفترة من 24 إلى 27 سبتمبر 2023، على أن يتم إجراء قرعة ثانية بعد نهاية مواجهات الدور الأول من البطولة.
فريق الهلال حامل اللقب في مواجهة الجبلين على ملعب الأمير عبد العزيز بن مساعد بمدينة حائل، في الوقت الذي سيحل النصر ضيفاً على نادي أحد بالمدينة المنورة والشباب سيستضيف نادي الباطن في العاصمة الرياض. وسيلتقي الاتحاد بنادي الخلود بمنطقة القصيم، أما الأهلي فسيكون ضيفاً على نادي العين بمدينة الملك سعود بمنطقة الباحة، و سيواجه التعاون نادي القادسية، فيما يستضيف نادي العروبة نظيره الوحدة ويلتقي ضمك بفريق القيصومة، أما الاتفاق فسيستضيف نادي جدة.
وسيكون الرياض في مواجهة أمام الفيحاء، الحزم والعربي، وسيحل الطائي ضيفاً على الفيصلي بمدينة المجمعة، وسيواجه أبها نظيره هجر أما الفتح فسيلتقي الأخدود الصاعد حديثاً لدوري المحترفين السعودي، وسيكون الخليج في مواجهة العدالة، على أن يستضيف النجمة نادي الرائد.

### دور الثاني والثلاثين
تم إجراء قرعة البطولة يوم الاربعاء بتاريخ 19 يوليو 2023. وأوضح حساب مسابقة كأس خادم الحرمين الشريفين أنه تم تحديد الفترة من 23 إلى 27 من شهر سبتمبر لعام 2023 موعدًا لإقامة مباريات دور الثاني والثلاثين من بطولة كأس خادم الحرمين الشريفين، أعلنت لجنة المسابقات في الاتحاد السعودي لكرة القدم، يوم الأحد 13 أغسطس 2023 عبر حساب الاتحاد السعودي الرسمي، مواعيد وملاعب مباريات دور الثاني والثلاثين من مسابقة كأس خادم الحرمين الشريفين، حيث تقام المباريات على مدار اربعة أيام من 24 وحتى 27 سبتمبر 2023. جميع الأوقات حسب التوقيت المحلي (ت ع م+03:00).

#### مباريات دور الثاني والثلاثين
| 1 24 سبتمبر 2023    | التعاون | 2 - 0  | القادسية                                               | بريدة                                                          |
| 18:00 (ت ع م+03:00) | موسى بارو 9' · معاذ فقيهي 27' · أندريه جوتو 63' · فهد العبدالرزاق 69' · عبد الملك الشمري 75' · عبد الفتاح آدم 7+90' | Report | 13' أليكسندر هاك · 68' مباي دياني · 73' عبد الله هزازي | الملعب: ملعب نادي التعاون الحضور: 2,282 الحكم: عبد الصمد بكري. |

| 4 24 سبتمبر 2023                       | الاتفاق                                                           | 4 - 0  | جدة | الدمام                                               |
| 18:00 (ت ع م+03:00)                    | جورجينيو فينالدوم 26' · موسى ديمبيلي 38'، 45' · محمد الكويكبي 59' | Report |     | الملعب: ملعب الأمير محمد بن فهد الحكم: شكري الحنفوش. |
| ملاحظة: الاتفاق يتفوق على جدة برباعية. |                                                                   |        |     |                                                      |

| 7 24 سبتمبر 2023                                      | الحزم                                                       | 3 - 1  | العربي                                                           | الرس                                                        |
| 21:00 (ت ع م+03:00)                                   | فايز سليماني 10'، 15' · باولو ريكاردو 20' · محمد الثاني 30' | Report | 45+3' ديغو ميرندا · 82' 54' أحمد المولد · 64' جوبسون سوزا سانتوس | الملعب: ملعب نادي الحزم الحضور: 364 الحكم: عبد الله الشهري. |
| ملاحظة: الحزم يتفوق على العربي بثلاث أهداف مقابل هدف. |                                                             |        |                                                                  |                                                             |

| 11 24 سبتمبر 2023   | الشباب                                    | 2 - 1  | الباطن                              | الرياض                                                             |
| 21:00 (ت ع م+03:00) | إيفر بانيغا 23' · يانيك كاراسكو 33'، 118' | Report | 37' برايان أليمان · 60' بدر الهويدي | الملعب: ملعب الأمير فيصل بن فهد الحضور: 871 الحكم: محمد أبو شقارة. |

| 13 25 سبتمبر 2023   | الجبلين               | 0 - 1  | الهلال                            | حائل                                                        |
| 18:00 (ت ع م+03:00) | عبد العزيز الشريد 85' | Report | 64' روبن نيفيز · 90' سيرغي سافيتش | الملعب: ملعب الأمير عبد العزيز بن مساعد الحكم: ماثيو كونجر. |

| 15 25 سبتمبر 2023   | النجمة                                                                           | 2 - 1  | الرائد | عنيزة                                            |
| 18:00 (ت ع م+03:00) | عثمان باري 11' · ألان كاريوس 13' · عبد الرحمن الخيبري 72' · ليوناردو كوستا 7+90' | Report | 25' بندر وحيشي · 41' فراس الغامدي · 60' كريم البركاوي · 69' حمد الجيزاني · 90+7' محمد الدوسري · 90+8' منصور البيشي | الملعب: ملعب إدارة التعليم الحكم: سلطان العكيري. |

| 3 25 سبتمبر 2023    | ضمك                                                         | 2 - 1  | القيصومة                                                                                  | أبها                                                                     |
| 21:00 (ت ع م+03:00) | نيكولاي ستانسيو 31' · اسان سيساي 45' 73' · سنوسي هوساوي 90' | Report | 10' سليماني ساكندي · 16' ياسر آل سنان · 77' (هدف في مرماه) سلطان فقيهي · 90+6' مصعب حبكور | الملعب: مدينة الأمير سلطان بن عبد العزيز الرياضية الحكم: عبدالله الحربي. |

| 16 25 سبتمبر 2023   | أحد                                                                                   | 1 - 5  | النصر | جدة                                                                     |
| 21:00 (ت ع م+03:00) | عبد الرحمن الخيبري 13' · نيكولاس ميليسي 34' · كونراد ميشالاك 4+45' · خالد الرويلي 47' | Report | 16' (ركلة.) ساديو ماني · 73' 32' تاليسكا · 62' سيكو فوفانا · 66' أليكس تيليس · 81' أيمن يحيى · 86' سامي النجعي | الملعب: استاد الأمير عبد الله الفيصل الحضور: 5,713 الحكم: هارالد ليخنر. |

| 5 26 سبتمبر 2023    | العين                                                          | 2 - 3  | الأهلي                                     | الباحة                                                                             |
| 18:00 (ت ع م+03:00) | ناصر الهليل 15' · علي عبد الهادي 50' · التون سورايس 82'، 7+90' | Report | 29'، 23' فراس البريكان · 39' سميحان النابت | الملعب: مدينة الملك سعود بن عبد العزيز الرياضية الحضور: 1,943 الحكم: كيفن أورتيغا. |

| 6 26 سبتمبر 2023    | الرياض                                                 | 1 - 2  | الفيحاء                                                                                     | الرياض                                                         |
| 18:00 (ت ع م+03:00) | إبراهيم ندونغ 16' · أمير كردي 42' · أنتوني غراي 12+90' | Report | 45+3'، 19' مالك العبد المنعم · 44' راكان كعبي · 84' عبد الحميد صابيري · 90+12' مخير الرشيدي | الملعب: ملعب الأمير فيصل بن فهد الحضور: 61 الحكم: محمد الحربي. |

| 8 26 سبتمبر 2023    | الفيصلي                                                                  | 2 - 0  | الطائي                                                       | المجمعة                                               |
| 21:00 (ت ع م+03:00) | ياسين برناوي 1+45' · بول غاريتا 51' 54' · أحمد فلاته 53' · جوي ميكلس 87' | Report | 22' روبرت باور · 46' عبد الرحمن الحارثي · 62' بيرنارد مينساح | الملعب: مدينة المجمعة الرياضية الحكم: أحمد الرميخاني. |

| 9 26 سبتمبر 2023 | الخلود                                 | 1 - 1 (6 - 7 ر.ت) | الاتحاد                                                                                      | الرس                                                           |
| 21:00 (ت ع م+03:00) | جمعان الدوسري 33' · ماريانو فاسكيز 40' | Report | 18' (هدف في مرماه) روبرتو دياز · 37' مد الله العليان · 72' فابينيو تافاريس · 92' لويز فيليبي | الملعب: ملعب نادي الحزم الحضور: 1,263 الحكم: أندريه تشيفوليتي. |
| |                                        | ركلات جزاء |                                                                                              |                                                                |
| آرثر ريزيند · أفونسو تايرا · ماريانو فاسكيز · أحمد النخلي · مازن السويلم · سعود الراشد · جمعان الدوسري · روبرتو دياز · عبد الله الحربي · محمد الشهراني |                                        | رومارينيو · فابينيو تافاريس · أحمد بامسعود · صالح العمري · نغولو كانتي · حسن كادش · هارون كمارا · لويز فيليبي · مهند الشنقيطي · طلال الحاج |                                                                                              |                                                                |

| 2 27 سبتمبر 2023    | العروبة                                           | 0 - 2  | الوحدة                                                  | الجوف                                         |
| 18:00 (ت ع م+03:00) | فهد الدوسري 35' أحمد درويش 50' رافع الرويلي 1+90' | Report | 10' جواد الياميق · 76' أوديون إيغالو · 89' نواف العزيزي | الملعب: ملعب نادي العروبة الحكم: مشعل الشهري. |

| 12 27 سبتمبر 2023   | الفتح                                                                                 | 3 - 1  | الأخدود                                                                 | الأحساء                                                   |
| 18:00 (ت ع م+03:00) | مراد باتنا 7' (ركلة.) 7+90' · محمد السعيد 27' · مروان سعدان 74' · دجانيني تافاريس 81' | Report | 41' شرف آل سالم · 48' محمد أل جحيف · 68' حمد آل منصور · 90+1' مراد خضري | الملعب: ملعب الأمير عبد الله بن جلوي الحكم: محمد البريدي. |

| 10 27 سبتمبر 2023   | أبها                                                                                             | 1 - 0  | هجر                                             | أبها                                                                   |
| 21:00 (ت ع م+03:00) | غجيغوش كريتشوفياك 8' · عبد الإله الشمري 22' · حسن العلي 64' · فرانسوا كامانو 74' · أحمد عبده 93' | Report | 7' كلارينس بيتانج 33' طلال مجرشي 74' ناصر خليفة | الملعب: مدينة الأمير سلطان بن عبد العزيز الرياضية الحكم: فريح الجلعود. |

| 14 27 سبتمبر 2023   | الخليج                                                  | 2 - 0  | العدالة                                       | الدمام                                              |
| 21:00 (ت ع م+03:00) | إبفو رودريغيش 36' · سامسوندين أورو 6+90' (هدف في مرماه) | Report | 28' علي السالم 58' موسى دومبيا 84' فيليب مايا | الملعب: ملعب الأمير محمد بن فهد الحكم: سامي الجريس. |

### دور الستة عشر
| المباراة | رقم القرعة | رقم القرعة |
| -------- | ---------- | ---------- |
| 17       | 1          | 2          |
| 18       | 3          | 4          |
| 19       | 5          | 6          |
| 20       | 7          | 8          |
| 21       | 9          | 10         |
| 22       | 11         | 12         |
| 23       | 13         | 14         |
| 24       | 15         | 16         |

بإكتمال الفرق المتأهلة وتجاوزها دور 32 من مسابقة خادم الحرمين الشريفين، اقيمت قرعة دور 16 يوم 27 سبتمبر 2023 الساعة 11:45 مساءً آليـة قرعة مفتوحة دون تحديد مستويات بحضور ممثلي الأندية المتأهلة، مباشرة في الأستديو التحليلي المصاحب لمباريات اليوم الأخير عبر قناة (إس إس سي) الناقل الحصري لمباريات البطولة بتواجد الكابتن محيسن الجمعان نجم الكرة السعودية السابق، وتضم القرعة 16 فريقًا الهلال، الاتفاق، الحزم، التعاون النصر، النجمة، الاتحاد، الفيحاء، الفيصلي، ضمك، الوحدة، الفتح، الشباب، الأهلي، الخليج، أبها،

#### قرعة دور الستة عشر
شارك نعيم البكر رئيس لجنة المسابقات في الاتحاد السعودي لكرة القدم محللي الاستديو التحليلي لمباراة، في تقديم اإجراء عملية الأقتراع من قبل محلل الاستيديو الكابتن محيسن الجمعان نجم الكرة السعودية السابق إلى جانب المحلل الرياضي السعودي عبد الله العيسى في إجراء مراسم القرعة وشرَح نظامها للحضور من ممثلي الأندية والرياضيين ووسائل الإعلام. قبل بدء اجراءت القرعة تم وضع وعائين منفصلين، احتوت أوعية الأول على كرات متماثل الشكل بعدد الفرق 16 المتأهلة، بداخل كل واحدة منها اسم الفريق المتأهل لدور 16، وفي الوعاء الثاني كرات متماثل الشكل تحتوي أرقام من 1 إلى 16، بدأت القرعة بسحب كرة واحدة عشوائياً من كرات الوعاء الأول (تمثل الفريق) ومن ثم سحب كرة واحدة من كرات الوعاء الثاني (تمثل رقم الفريق)، وتسكينه في مكانه في الجدول، ويتم تكرار طريقة السحب والتسكين لباقي الفرق والأرقام حتى إكتمال الجدول، الفريق الذي يتم اختياره أولاً تكون المباراة على أرضه.

#### نتائج قرعة دور الستة عشر
أسفرت القرعة عن مواجهات متوازنة بين الفرق في دور ثمن نهائي البطولة، والتي ستقام مبارياتها يومي 30 و 31 أكتوبر 2023 بنظام خروج المغلوب، وسيواجه نادي الهلال حامل آخر لقب من النسخة الأخيرة من البطولة نظيره فريق الحزم، وسيلاقي نادي الاتحاد نظيره نادي الفيحاء في مدينة المجمعة، ويلتقي نادي النصر مع نادي الاتفاق في الرياض أما نادي الأهلي فسيستضيف نظيره نادي أبها في مدينة جدة. وسيكون نادي الشباب ضيفاً على نظيره نادي الفتح في الأحساء، أما نادي التعاون فسيستقبل نظيره نادي الوحدة في مدينة بريدة، وسيواجه نادي الخليج نظيره نادي ضمك في مدينة الأمير محمد بن فهد بالدمام. وفي لقاء يجمع بين فريقين من دوري الدرجة الأولى يلتقي نادي النجمة مع نظيره نادي الفيصلي في ملعب التعليم بمدينة عنيزة.

#### مباريات دور الستة عشر
اعلن الاتحاد السعودي لكرة القدم، يوم الأثنين 02 سيتمبر 2023، مواعيد مبارايات دور 16 من مسابقة خادم الحرمين الشريفين ومن المقرر أن يواجه النجمة نظيره الفيصلي على استاد مدينة الملك عبد الله في بريدة، يوم الأثنين 30 أكتوبر، كما يواجه الهلال نظيره الحزم في اليوم ذاته على استاد الملك فهد الدولي. ويواجه الفتح نظيره الشباب الثلاثاء 31 أكتوبر، على استاد مدينة الأمير عبد الله بن جلوي في الأحساء، والتعاون والوحدة، على ملعب نادي التعاون في بريدة.
| 23 30 أكتوبر 2023   | النجمة                                                | 0 - 3  | الفيصلي                               | بريدة                                                       |
| 15:15 (ت ع م+03:00) | عبد الرحمن الخيبري 36' ألان كاريوس 47' محمد ريمان 50' | Report | 51'، 4' لوكاس سوزا · 45+4' يزيد جوشان | الملعب: مدينة الملك عبد الله الرياضية الحكم: ماجد الشمراني. |

| 17 30 أكتوبر 2023                                                                                      | الخليج                                                                          | 1 - 1 (6–5 ر.ت)                                                                                               | ضمك                                                                          | الخبر                                                                            |
| 17:45 (ت ع م+03:00)                                                                                    | جونغ وو يونغ 27' · عبد الإله هوساوي 41' · بيدرو ريبوتشو 94' · منصور حمزي 5+105' | Report | 23' فاروق شافعي · 33' نيكوشور ستانتشيو · 38' أسان سيساي · 120+1' ضاري العنزي | الملعب: مدينة الأمير سعود بن جلوي الرياضية الحضور: 1,263 الحكم: عبد الله الحربي. |
| |                                                                                 | ركلات جزاء |                                                                              |                                                                                  |
| ليساندرو لوبيز · خالد ناري · بندر ناصر · عبد الله آل سالم · إبفو رودريغيش · خالد السميري · فواز الطريس |                                                                                 | فاروق شافعي · أحمد حريصي · نيكوشور ستانتشيو · طارق حامد · عبد العزيز الشهراني · ضاري العنزي · عبد العزيز مكين |                                                                              |                                                                                  |

| 19 30 أكتوبر 2023   | الهلال                                                       | 3 - 0  | الحزم              | الرياض                                                           |
| 21:00 (ت ع م+03:00) | روبن نيفيز 52' (ركلة.) · ألكساندر ميتروفيتش 79'، 83' (ركلة.) | Report | 48' محمد أبو سبعان | الملعب: ملعب الملك فهد الدولي الحضور: 9,363 الحكم: فاكوندو تيلو. |

| 18 31 أكتوبر 2023   | الفتح                                              | 1 - 2  | الشباب | الاحساء                                                                |
| 15:15 (ت ع م+03:00) | محمد الفهيد 16' · كريستيان تيو 24' · حسن صالح 113' | Report | 19' هتان باهبري · 118' 115'، 59' يانيك كاراسكو · 47' غوستافو كويلار · 113' حسين الصبياني · 120+3' ماجد كنبه | الملعب: ملعب الأمير عبد الله بن جلوي الحضور: 6,427 الحكم: سامي الجريس. |

| 21 31 أكتوبر 2023   | التعاون                                                                  | 2 - 0  | الوحدة                                        | بريدة                                                       |
| 15:15 (ت ع م+03:00) | منير محمدي 1' (هدف في مرماه) · ألفارو ميدران 11' 73' · أشرف المهديوي 82' | Report | 20' وليد باخشوين 27' علاء آل حجي 82' فيصل فجر | الملعب: ملعب نادي التعاون الحضور: 3,416 الحكم: محمد الهويش. |

| 24 31 أكتوبر 2023   | الفيحاء                                              | 0 - 3  | الاتحاد                                                           | الرياض                                                           |
| 17:45 (ت ع م+03:00) | ريكاردو رايلر 42' محمد البقعاوي 48' مخير الرشيدي 78' | Report | 87'، 5' عبد الرزاق حمد الله · 81' نغولو كانتي · 90+4' كريم بنزيما | الملعب: ملعب الملك فهد الدولي الحضور: 3,942 الحكم: تاماش بوغنار. |

| 22 31 أكتوبر 2023   | النصر                                                                   | 1 - 0  | الاتفاق                                                         | الرياض                                               |
| 17:45 (ت ع م+03:00) | كريستيانو رونالدو 12' · تاليسكا 11+45' · ساديو ماني 107' · أوتافيو 116' | Report | 67' حامد الغامدي 70' حمدان الشمراني 77' محمد يوسف 89' علي هزازي | الملعب: الأول بارك الحضور: 18,341 الحكم: بييرو مازا. |

| 20 31 أكتوبر 2023   | الأهلي                  | 1 - 2  | أبها | جدة                                                                              |
| 21:00 (ت ع م+03:00) | رياض محرز 8+45' (ركلة.) | Report | 45+2' أحمد عبده جابر · 45+5' صالح القميزي · 45+5' أحمد الحبيب · 53' زكريا سامي · 67' توكو إكامبي · 90+3' 74' فرانسوا كامانو | الملعب: استاد الأمير عبد الله الفيصل الحضور: 13,635 الحكم: باولو سيزار زانوفيلي. |

### دور ربع النهائي
| المباراة | رقم القرعة | رقم القرعة |
| -------- | ---------- | ---------- |
| 25       | 1          | 2          |
| 26       | 3          | 4          |
| 27       | 5          | 6          |
| 28       | 7          | 8          |

#### قرعة دور ربع النهائي
تم إقامة قرعة ربع نهائي كأس خادم الحرمين الشريفين يوم الخميس 02 نوفمبر 2023 تبدأ مراسم القرعة في السابعة والنصف مساءً بتوقيت السعودية، وجرت مراسم سحب القرعة في استوديو “SSC” القناة الناقلة لهذه المسابقة، بحضور نعيم البكر، رئيس لجنة المسابقات في الاتحاد السعودي لكرة القدم بمشاركة عواد العنزي لاعب الشباب السابق، وياسر الطائفي لاعب الرياض السابق. قبل بدء اجراءت القرعة تم وضع وعائين منفصلين، احتوت أوعية الأول على كرات متماثل الشكل بعدد الفرق (8) المتأهلة، بداخل كل واحدة منها اسم الفريق المتأهل لدور ربع النهائي، وفي الوعاء الثاني كرات متماثل الشكل تحتوي أرقام من 1 إلى 8، بدأت القرعة بسحب كرة واحدة عشوائياً من كرات الوعاء الأول (تمثل الفريق) ومن ثم سحب كرة واحدة من كرات الوعاء الثاني (تمثل رقم الفريق)، وتسكينه في مكانه في الجدول، ويتم تكرار طريقة السحب والتسكين لباقي الفرق والأرقام حتى إكتمال الجدول، الفريق الذي يتم اختياره أولاً تكون المباراة على أرضه.

#### نتائج قرعة دور ربع النهائي
وأسفر عملية سحب التي كانت قرعة مفتوحة دون تحديد مستويات لمباريات دور 8 من مسابقة كأس خادم الحرمين الشريفين موعدًا يجمع الشباب والنصر من الرياض، فيما يحل نادي الاتحاد من جدة ضيفًا على الفيصلي في المجمعة، ويخل نادي الخليج ضيفاً على نادي أبها في مدينة أبها. ويواجه نادي الهلال في الرياض نادي التعاون وحددت لجنة المسابقات في الاتحاد يومي 11 و12 ديسمبر موعدًا للمواجهات، على أن يتم تحديد أوقاتها خلال ساعات المقبلة. في 06 نوفمبر أعلن حساب مسابقة تحديد لجنة المسابقات مواعيد مباريات الدور ربع النهائي، ونوّه على أنه في حال تأهل نادي الاتحاد للدور الثاني من بطولة كأس العالم للأندية 2023 سوف يتم إقامة مباراة ربع النهائي بين نادي الفيصلي ونادي الاتحاد ضمن مسابقة كأس خادم الحرمين الشريفين بدلا من موعدها المحدد في 19 ديسمبر 2023 ونقلها إلى يوم 04 فبراير 2023 في الساعة 06.15 مساءًا.

#### مباريات دور ربع النهائي
| 26 11 ديسمبر 2023   | أبها                                                                       | 1 - 2  | الخليج                                                                         | أبها                                                                    |
| 15:30 (ت ع م+03:00) | كارل توكو إكامبي 61' · عبد الإله الشمري 63' · مشعل إبراهيم المطيري 4+90' · | Report | 30' 69' فابيو مارتينز · 50' إبفو رودريغيش · 66' خالد السميري · 83' خالد ناري · | الملعب: مدينة الأمير سلطان بن عبد العزيز الرياضية الحكم: عبدالصمد بكري. |

| 28 11 ديسمبر 2023   | الهلال                                                      | 3 - 0  | التعاون | الرياض                                                                         |
| 17:45 (ت ع م+03:00) | ميشائيل ديلغادو 2+45' · ألكساندر ميتروفيتش 51' · مالكوم 84' | Report |         | الملعب: مدينة الأمير فيصل بن فهد الرياضية الحضور: 11,467 الحكم: أندريس ميرلوس. |

| 25 11 ديسمبر 2023   | الشباب | 2 - 5  | النصر                                                                                              | الرياض                                                        |
| 21:00 (ت ع م+03:00) | يانيك كاراسكو 15' · فهد المولد 20' · كارلوس جونيور 24' · رومان سايس 62' · حسين القحطاني 70' · هتان باهبري 90' | Report | 17' سيكو فوفانا · 28' ساديو ماني · 45+4' عبد الرحمن غريب · 74' كريستيانو رونالدو · 90+6' محمد مران | الملعب: استاد نادي الشباب الحضور: 10,387 الحكم: إيفان بارتون. |

| 27 04 فبراير 2024   | الفيصلي                       | 0 - 4  | الاتحاد                                                                  | الرياض                                                                      |
| 18:15 (ت ع م+03:00) | محمد شيخي 20' أحمد العنزي 90' | Report | 45+4' (ركلة.) عبد الرزاق حمد الله · 54' نغولو كانتي · 80' 68' أحمد حجازي | الملعب: مدينة الأمير فيصل بن فهد الرياضية الحضور: 3,167 الحكم: ماثيو كونجر. |

### دور نصف النهائي
| المباراة | رقم القرعة | رقم القرعة |
| -------- | ---------- | ---------- |
| 29       | 1          | 2          |
| 30       | 3          | 4          |

#### نتائج قرعة دور نصف النهائي
أجريت قرعة الدور نصف النهائي من بطولة كأس خادم الحرمين الشريفين يوم الأربعاء 13 مارس 2024، بين الفرق المتأهلة إلى دور نصف النهائي وهي أندية الاتحاد والهلال والنصر والخليج.

#### مباريات دور نصف النهائي
| 29 30 أبريل 2024    | الاتحاد                                                                      | 1 - 2  | الهلال | جدة                                                                       |
| 21:00 (ت ع م+03:00) | أحمد حجازي 20' · فيصل الغامدي 57' · عبد الرزاق حمد الله 67' · حسن كادش 6+90' | Report | 25' ميشائيل ديلغادو · 42' سيرغي سافيتش · 45+13' ألكساندر ميتروفيتش · 50' علي البليهي · 81' سعود عبد الحميد · 90+3' روبن نيفيز | الملعب: مدينة الملك عبد الله الرياضية الحضور: 41,793 الحكم: بينوا باستين. |

| 30 01 مايو 2024     | النصر                                                                                                 | 3 - 1  | الخليج                             | الرياض                                                     |
| 21:00 (ت ع م+03:00) | كريستيانو رونالدو 17' 57' · مارسيلو بروزوفيتش 30' · ساديو ماني 37' (ركلة.) 89' · عبد الله الخيبري 53' | Report | 70' عارف آل حيدر · 82' فواز الطريس | الملعب: الأول بارك الحضور: 17,859 الحكم: ماوريزيو مارياني. |

### النهائي
تأهل فريق الهلال إلى نهائي بطولة كأس خادم الحرمين الشريفين بعد فوزه بنتيجة هدفين مقابل هدف على فريق الاتحاد في اللقاء الذي جمعهما على ملعب مدينة الملك عبد الله الرياضية في جدة. فيما بلغ نادي النصر إلى النهائي بعد فوزه على نظيره الخليج بنتيجة ثلاثة أهداف مقابل هدف في ملعب الأول بارك بجامعة الملك سعود في الرياض, وفي 26 مايو حددت لجنة المسابقات موعد المباراة النهائية من مسابقة كأس خادم الحرمين الشريفين في يوم الجمعة الموافق 31 مايو 2024 على ملعب مدينة الملك عبد الله الرياضية في جدة في الساعة التاسعة مساء بتوقيت مكة المكرمة.
| 31 31 مايو 2024                                                                                             | الهلال | 1 - 1 (5 – 4 ر.ت)                                                                                      | النصر | جدة                                                                       |
| 21:00 (ت ع م+03:00)                                                                                         | ألكساندر ميتروفيتش 7' · رينان لودي 22' · خاليدو كوليبالي 28' 90' · سلمان الفرج 33' · ميشائيل ديلغادو 40' · علي البليهي 87' 87' · ياسر الشهراني 98' · محمد كنو 108' | Report                                                                                                 | 26' أوتافيو · 45+1' عبد الإله العمري · 56' دافيد أوسبينا · 88' أيمن يحيى · 106' أليكس تيليس · 120+1' سلطان الغنام | الملعب: مدينة الملك عبد الله الرياضية الحضور: 56,870 الحكم: داريو هيريرا. |
| | | ركلات جزاء                                                                                             | |                                                                           |
| روبن نيفيز · ألكساندر ميتروفيتش · محمد كنو · حسان تمبكتي · عبدالله الحمدان · سعود عبد الحميد · ناصر الدوسري | | أليكس تيليس · كريستيانو رونالدو · سامي النجعي · عبد الرحمن غريب · علي لاجامي · علي الحسن · مشاري النمر | |                                                                           |

### إحصائيات

#### أفضل الهدافين
لا تشمل قائمة الأهداف العكسية التي سجلها اللاعب خطأً في مرماه خلال مراحل مسابقة كأس خادم الحرمين الشريفين.
| م.            | الجنسية        | اللاعب              | مر.           | الفريق.       | أ. د. 32 | أ. د. 16 | أ. ربع. ن | أ. نصف. | أ. النهائي | مجموع |
| ------------- | -------------- | ------------------- | ------------- | ------------- | -------- | -------- | --------- | ------- | ---------- | ----- |
| 1             | بلجيكا         | يانيك كاراسكو       | LW            | نادي الشباب   | 2        | 2        |           |         |            | 4     |
| 2             | المغرب         | عبد الرزاق حمد الله | FW            | نادي الاتحاد  |          | 2        | 1         | 1       |            | 4     |
| 3             | السنغال        | ساديو ماني          | RW            | نادي النصر    | 1        | 1        | 1         | 1       |            | 4     |
| 4             | صربيا          | ألكساندر ميتروفيتش  | FW            | نادي الهلال   |          | 2        | 1         |         | 1          | 4     |
| 5             | البرتغال       | كريستيانو رونالدو   | FW            | نادي النصر    |          |          | 1         | 2       |            | 3     |
| 6             | فرنسا          | موسى ديمبيلي        | FW            | نادي الاتفاق  | 2        |          |           |         |            | 2     |
| 7             | جزر القمر      | فايز سليماني        | RW            | نادي الحزم    | 2        |          |           |         |            | 2     |
| 8             | السعودية       | فراس البريكان       | FW            | نادي الأهلي   | 2        |          |           |         |            | 2     |
| 9             | الرأس الأخضر   | التون سورايز        | FW            | نادي العين    | 2        |          |           |         |            | 2     |
| 10            | السعودية       | مالك العبد المنعم   | FW            | نادي الفيحاء  | 2        |          |           |         |            | 2     |
| 11            | المغرب         | مراد باتنا          | RW            | نادي الفتح    | 2        |          |           |         |            | 2     |
| 12            | البرتغال       | روبن نيفيز          | DM            | نادي الهلال   | 1        | 1        |           |         |            | 2     |
| 13            | السعودية       | أحمد عبده           | FW            | نادي أبها     | 1        | 1        |           |         |            | 2     |
| 14            | البرازيل       | لوكاس سوزا          | MF            | الفيصلي       |          | 2        |           |         |            | 2     |
| 15            | رومانيا        | نيكوشور ستانتشيو    | AM            | نادي ضمك      | 1        | 1        |           |         |            | 2     |
| 16            | ساحل العاج     | سيكو فوفانا         | CM            | نادي النصر    | 1        |          | 1         |         |            | 2     |
| 17            | الكاميرون      | كارل توكو إكامبي    | FW            | نادي أبها     |          | 1        | 1         |         |            | 2     |
| 18            | مصر            | أحمد حجازي          | FW            | نادي الاتحاد  |          |          | 2         |         |            | 2     |
| 19            | البرازيل       | ميشائيل ديلغادو     | RW            | نادي الهلال   |          |          | 1         | 1       |            | 2     |
| 20            | السعودية       | أيمن يحيى           | CM            | نادي النصر    | 1        |          |           |         | 1          | 2     |
| 21            | غامبيا         | موسى بارو           | FW            | نادي التعاون  | 1        |          |           |         |            | 1     |
| 22            | السعودية       | عبد الفتاح آدم      | FW            | نادي التعاون  | 1        |          |           |         |            | 1     |
| 23            | هولندا         | جورجينيو فينالدوم   | CM            | نادي الاتفاق  | 1        |          |           |         |            | 1     |
| 24            | السعودية       | محمد الكويكبي       | RW            | نادي الاتفاق  | 1        |          |           |         |            | 1     |
| 25            | السعودية       | محمد الثاني         | LW            | نادي الحزم    | 1        |          |           |         |            | 1     |
| 26            | البرازيل       | دييغو ميراندا       | LW            | نادي العربي   | 1        |          |           |         |            | 1     |
| 27            | الأوروغواي     | برايان أليمان       | AM            | نادي الباطن   | 1        |          |           |         |            | 1     |
| 28            | غينيا          | عثمان باري          | FW            | نادي الأخدود  | 1        |          |           |         |            | 1     |
| 29            | البرازيل       | ألان كاريوس         | CM            | نادي النجمة   | 1        |          |           |         |            | 1     |
| 30            | المغرب         | كريم البركاوي       | FW            | نادي الرائد   | 1        |          |           |         |            | 1     |
| 31            | غامبيا         | أسان سيساي          | FW            | نادي ضمك      | 1        |          |           |         |            | 1     |
| 32            | البرازيل       | تاليسكا             | AM            | نادي النصر    | 1        |          |           |         |            | 1     |
| 33            | السعودية       | سامي النجعي         | CM            | نادي النصر    | 1        |          |           |         |            | 1     |
| 34            | بولندا         | كونراد ميشالاك      | RW            | نادي أحد      | 1        |          |           |         |            | 1     |
| 35            | السعودية       | سميحان النابت       | RW            | نادي الأهلي   | 1        |          |           |         |            | 1     |
| 36            | الغابون        | إبراهيم ندونغ       | CM            | نادي الرياض   | 1        |          |           |         |            | 1     |
| 37            | الكاميرون      | بول غاريتا          | FW            | نادي الفيصلي  | 1        |          |           |         |            | 1     |
| 38            | ألمانيا        | جوي لانس ميكلز      | FW            | نادي الفيصلي  | 1        |          |           |         |            | 1     |
| 39            | الأرجنتين      | ماريانو فاسكيز      | CM            | نادي الخلود   | 1        |          |           |         |            | 1     |
| 40            | نيجيريا        | أوديون إيغالو       | FW            | نادي الوحدة   | 1        |          |           |         |            | 1     |
| 41            | السعودية       | نواف العزيزي        | CM            | نادي الوحدة   | 1        |          |           |         |            | 1     |
| 42            | الرأس الأخضر   | دجانيني تافاريس     | FW            | نادي الفتح    | 1        |          |           |         |            | 1     |
| 43            | السعودية       | مراد خضري           | FW            | نادي الأخدود  | 1        |          |           |         |            | 1     |
| 44            | البرتغال       | إبفو رودريغيش       | RW            | نادي الخليج   | 1        |          |           |         |            | 1     |
| 45            | السعودية       | يزيد جوشان          | FW            | نادي الفيصلي  |          | 1        |           |         |            | 1     |
| 46            | كوريا الجنوبية | جونغ وو يونغ        | DF            | نادي الخليج   |          | 1        |           |         |            | 1     |
| 47            | إسبانيا        | كريستيان تيو        | FW            | نادي الفتح    |          | 1        |           |         |            | 1     |
| 48            | إسبانيا        | ألفارو ميدران       | AM            | نادي التعاون  |          | 1        |           |         |            | 1     |
| 49            | فرنسا          | كريم بنزيما         | FW            | نادي الاتحاد  |          | 1        |           |         |            | 1     |
| 50            | الجزائر        | رياض محرز           | RW            | نادي الأهلي   |          | 1        |           |         |            | 1     |
| 51            | البرتغال       | فابيو مارتينز       | LW            | نادي الخليج   |          |          | 1         |         |            | 1     |
| 52            | ألمانيا        | خالد ناري           | LW            | نادي الخليج   |          |          | 1         |         |            | 1     |
| 53            | البرازيل       | مالكوم              | FW            | نادي الهلال   |          |          | 1         |         |            | 1     |
| 54            | السعودية       | عبد الرحمن غريب     | RM            | نادي النصر    |          |          | 1         |         |            | 1     |
| 55            | السعودية       | محمد مران           | CM            | نادي النصر    |          |          | 1         |         |            | 1     |
| 56            | البرازيل       | كارلوس جونيور       | FW            | نادي الشباب   |          |          | 1         |         |            | 1     |
| 57            | السعودية       | هتان باهبري         | CM            | نادي الشباب   |          |          | 1         |         |            | 1     |
| 58            | فرنسا          | نغولو كانتي         | FW            | نادي الاتحاد  |          |          | 1         |         |            | 1     |
| 59            | السعودية       | سعود عبد الحميد     | RB            | نادي الهلال   |          |          |           | 1       |            | 1     |
| 60            | السعودية       | فواز الطريس         | RW            | نادي الخليج   |          |          |           | 1       |            | 1     |
| مجموع الأهداف | مجموع الأهداف  | مجموع الأهداف       | مجموع الأهداف | مجموع الأهداف | 44       | 19       | 17        | 7       | 2          | 89    |

#### حكام الساحة حسب عدد مباريات
مباراتين:
- عبد الله الحربي (السعودية)
- سامي الجريس (السعودية)
- عبد الصمد بكري (السعودية)
- ماثيو كونجر (نيوزيلندا)

مباراة واحدة:
- إيفان بارتون (السلفادور)
- أندريس ميرلوس (الأرجنتين)
- باولو سيزار زانوفيلي (البرازيل)
- بييرو مازا (تشيلي)
- تاماش بوغنار(المجر)
- محمد الهويش (السعودية)
- فاكوندو تيلو (الأرجنتين)
- فريح الجلعود (السعودية)
- محمد البريدي (السعودية)
- مشعل الشهري (السعودية)
- أندريه تشيفوليتي (رومانيا)
- أحمد الرميخاني (السعودية)
- محمد الحربي (السعودية)
- كيفن أورتيغا (بيرو)
- هارالد ليخنر (النمسا)
- سلطان العكيري (السعودية)
- محمد أبو شقارة (السعودية)
- عبد الله الشهري (السعودية)
- شكري الحنفوش (السعودية)
- ماجد الشمراني (السعودية)
- خالد الطريس (السعودية)
- بينوا باستين (فرنسا)
- ماوريزيو مارياني (إيطاليا)
- داريو هيريرا (الأرجنتين) (حكم النهائي)